# Joan Crawford (baloncestista)
Joan Crawford (Fort Smith, Arkansas, Estados Unidos, 22 de agosto de 1937) es una exjugadora de baloncesto estadounidense, miembro del Basketball Hall of Fame desde el año 1997, del Women's Basketball Hall of Fame desde el año 1999 y del Salón de la Fama del Amateur Athletic Union. También fue entrenadora.

## Biografía

### Liga nacional
Hija de Monroe e Iris, tuvo dos hermanos y dos hermanas. En quinto grado comenzó a jugar al baloncesto, uniéndose al equipo de su colegio. Durante los cuatro años que compitió para el Van Buren High solo perdió un partido. Después de graduarse en el instituto en 1955, recibió una beca para el Clarendon JC, donde se graduó dos años más tarde. En 1957 el equipo del Clarendon llegó hasta los cuartos de final del torneo nacional AAU, pero perdió ante el futuro campeón. Posteriormente se unió al Nashville BC, en Tennessee. Disputó doce temporadas, obteniendo el campeonato nacional AAU en diez ocasiones. En 1962, 1963 y 1964 fue seleccionada como jugadora más valiosa del torneo.

### Selección nacional
Con la Selección femenina de baloncesto de Estados Unidos ganó el Campeonato Mundial de Baloncesto Femenino de 1957. En el primer partido de la fase de grupos se enfrentaron a Perú, venciendo claramente por 75 a 37, con 11 puntos de Crawford. En el segundo encuentro volvieron a ganar claramente, en esta ocasión a Argentina por 64 a 39, aunque en el último partido de grupo perdieron contra Checoslovaquia, a pesar de los 14 puntos de Crawford. En la fase final fueron primeras y se adjudicaron la medalla de oro tras ganar todos sus partidos ante las selecciones de Hungría, Brasil, Chile, Checoslovaquia, Paraguay y la Unión Soviética. Crawford volvió a ser la máxima anotada de su equipo contra Checoslovaquia con 15 puntos.
Dos años más tarde disputó los Juegos Panamericanos de 1959 con 22 años. Fue la única seleccionada de su equipo, el Nashville Business College. Ganaron los ocho encuentros que disputaron ante Brasil, Chile, Canadá y México, siendo Crawford la quinta máxima anotadora del torneo. En la siguiente edición del torneo fue seleccionada junto a otras cinco compañeras del equipo del Nashvilla y volvieron a ganar, en esta ocasión con seis victorias, y una derrota ante Brasil. Crawford fue la máxima anotadora del equipo con una media de 16.3 puntos por partido.

#### Participación en torneos con la Selección
| Competición                                       | Sede           | Resultado | Partidos | Puntos |
| ------------------------------------------------- | -------------- | --------- | -------- | ------ |
| Campeonato Mundial de Baloncesto Femenino de 1957 | Brasil         | Campeona  | 8        | 74     |
| Juegos Panamericanos de 1959                      | Estados Unidos | Campeona  | 8        | 91     |
| Juegos Panamericanos de 1963                      | Brasil         | Campeona  | 7        | 114    |

## Palmarés[15]
- Campeona del torneo nacional AAU en 13 ocasiones, incluyendo ocho consecutivos (1961-69).
- Fue nombrada como jugadora más valiosa en los 1963 y 1964 en el torneo nacional AAU.
- Medallas de oro en los Juegos Panamericanos de 1959 y 1963.
- Medalla de oro en el Campeonato Mundial de 1957.
- Basketball Hall of Fame (1997)